# Liste der portugiesischen Botschafter in Libyen
Die Liste der portugiesischen Botschafter in Libyen listet die Botschafter der Republik Portugal in Libyen auf. Die beiden Staaten unterhalten seit 1975 diplomatische Beziehungen.
Erstmals akkreditierte sich im Jahr 1989 ein portugiesischer Vertreter in der libyschen Hauptstadt Tripolis. Eine eigene Botschaft eröffnete Portugal dort 2007. Seit deren Schließung 2014 gehört Libyen wieder zum Amtsbezirk des Portugiesischen Botschafters in Tunesien, der dazu dort zweitakkreditiert wird (Stand 2019).

## Missionschefs
| Name                                                     | Bild   | Amtszeit                      | Anmerkungen                                                                   |
| Libyen                                                   | Libyen | Libyen                        | Libyen                                                                        |
| -------------------------------------------------------- | ------ | ----------------------------- | ----------------------------------------------------------------------------- |
| Francisco Pessanha de Quevedo Crespo                     |        | ab 1989                       | Botschafter mit Amtssitz Tunis, am 4. April 1989 in Tripolis akkreditiert     |
| Carlos Alberto Marques Calisto Cerqueira Alves Milheirão |        | ab 14. März 1991              | Botschafter mit Amtssitz Tunis, am 25. Mai 1991 in Tripolis akkreditiert      |
| Filipe Augusto Ruivo Guterres                            |        | ab 1996                       | Botschafter mit Amtssitz Tunis, am 20. November 1996 in Tripolis akkreditiert |
| Manuel dos Santos Moreira de Andrade                     |        | ab 2001                       | Botschafter mit Amtssitz Tunis                                                |
| Aristides Alegre Vieira Gonçalves                        |        | ab 2003                       | Botschafter mit Amtssitz Tunis                                                |
| Rui Nogueira Lopes Aleixo                                |        | 3. August 2007 –2. Mai 2012   | Botschafter mit Amtssitz Tripolis, am 6. November 2007 akkreditiert           |
| Isabel Maria Oliveira Brilhante Pedrosa                  |        | 2. Januar 2013 –3. April 2014 | Geschäftsträgerin am Amtssitz Tripolis                                        |
| Luis Filipe Melo e Faro Ramos                            |        | ab 2014                       | Botschafter mit Amtssitz Tunis                                                |
| Pedro Manuel Carqueijeiro Lourtie                        |        | ab 2015                       | Botschafter mit Amtssitz Tunis                                                |
| José Frederico Viola de Drummond Ludovice                |        | seit 2016                     | Botschafter mit Amtssitz Tunis                                                |